# Depressió atmosfèrica

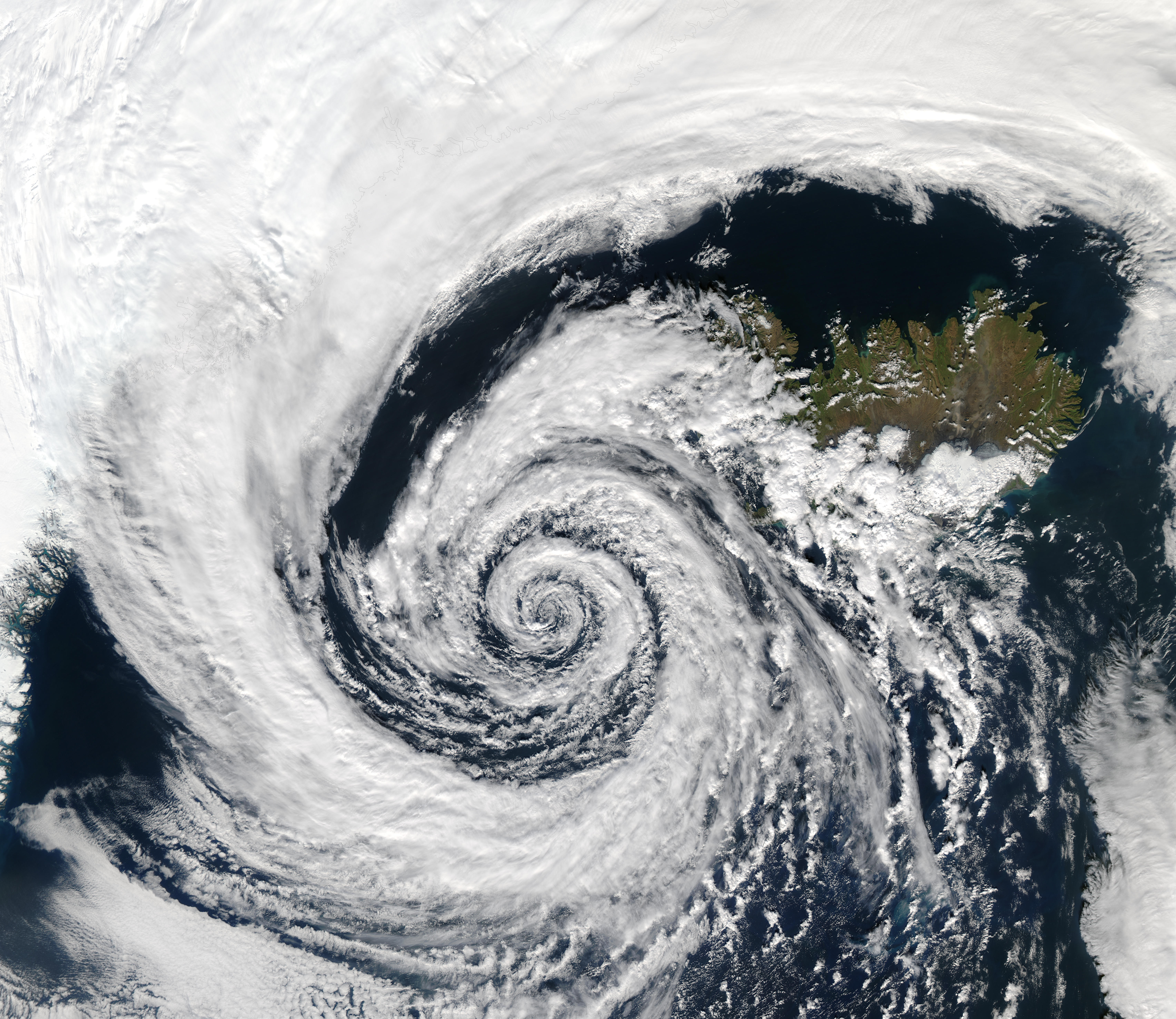
Una depressió a Islàndia.

Una depressió atmosfèrica és una zona amb la pressió atmosfèrica més baixa que les zones del voltant. A l'hemisferi nord les depressions giren en sentit contrari al de les agulles d'un rellotge, en canvi a l'hemisferi sud giren en sentit horari, això ho motiva l'efecte de Coriolis. Les depressions s'originen a la Zona de convergència intertropical formant part de la circulació de la cèl·lula de Hadley.
Les depressions, s'associen normalment amb vents forts i elevació atmosfèrica. Aquesta elevació sol produir cel cobert, a causa del gradient tèrmic quan l'aire es col·lapsa. Així, les depressions solen portar cels ennuvolats o coberts, que poden minimitzar la temperatura diürna tant a l'estiu com a l'hivern. Això es produeix per l'entrada de menys radiació solar d'ona curta i temperatures més baixes, ja que els núvols reflecteixen la llum solar. De nit, l'efecte d'absorció dels núvols en la radiació d'ona llarga, com la calor de la superfície, permet que les temperatures diürnes siguin més fresques en totes les estacions de l'any.
Les depressions frontals són un fenomen de la zona temperada, i es desenvolupen al llarg de fronts polars com a resultat de la interacció entre el masses d'aire fred i calent. Les depressions tèrmiques també es formen en zones com Death Valley com a resultat de la intensa calor despresa des de la superfície; són molt més petites en extensió geogràfica que els fronts de convergència o les depressions frontals. Els sistemes de baixes pressions en superfície tendiran a ser petits en àrea i tenir vents en superfície més forts que un sistema anticiclònic, a causa de la suma de fricció en superfície per força del gradient de pressió, força centrífuga i l'efecte Coriolis que controlen la circulació.
Als deserts, l'absència d'humitat i plantes en superfície que normalment proporcionarien refrigeració per evaporació pot dur a un augment ràpid i intens de la calor solar en les capes baixes de l'aire. L'aire calent és menys dens que l'aire fred d'al voltant. Això, combinat amb l'elevació d'aire calent, resulta en una depressió aïllada, anomenada baixa termal.